# Oviedo Club Baloncesto
El Oviedo Club Baloncesto, actualmente denominado Alimerka Oviedo Baloncesto  por motivos de patrocinio, es un equipo de baloncesto con sede en Oviedo, Asturias (España). Actualmente compite en la Primera FEB, la segunda categoría del baloncesto español.

## Historia
El club fue fundado en 2004 como heredero del anterior club de la ciudad, el Club Baloncesto Vetusta. En la temporada 2004-05 comenzó jugando en la liga EBA, aunque esa misma temporada descendió al campeonato de España de primera división masculina. Sólo permaneció en esa división un año, pues volvió a la liga EBA tras quedar en primera posición con un balance de 27 victorias y ninguna derrota.
En la temporada 2006-07 quedó en primera posición de su grupo, lo que le valió para meterse en la fase final de ascenso, en la que fueron eliminados en octavos de final por el Ciudad Torrealta. En la temporada siguiente volvió a quedar primero en su grupo y en la fase de ascenso, celebrada en Oviedo, el club logró el ascenso a la liga LEB Bronce. En la primera temporada en la nueva categoría consiguió la salvación tras realizar una gran segunda vuelta.
Sin embargo ante el anuncio de la Federación Española de Baloncesto de reestructuración de las categorías para la temporada 2009-10, con la desaparición de la liga LEB Bronce, el club desestimó participar en la liga LEB Plata por no poder afrontar los gastos que supondría la mayor categoría, inscribiéndose de nuevo en la liga EBA.

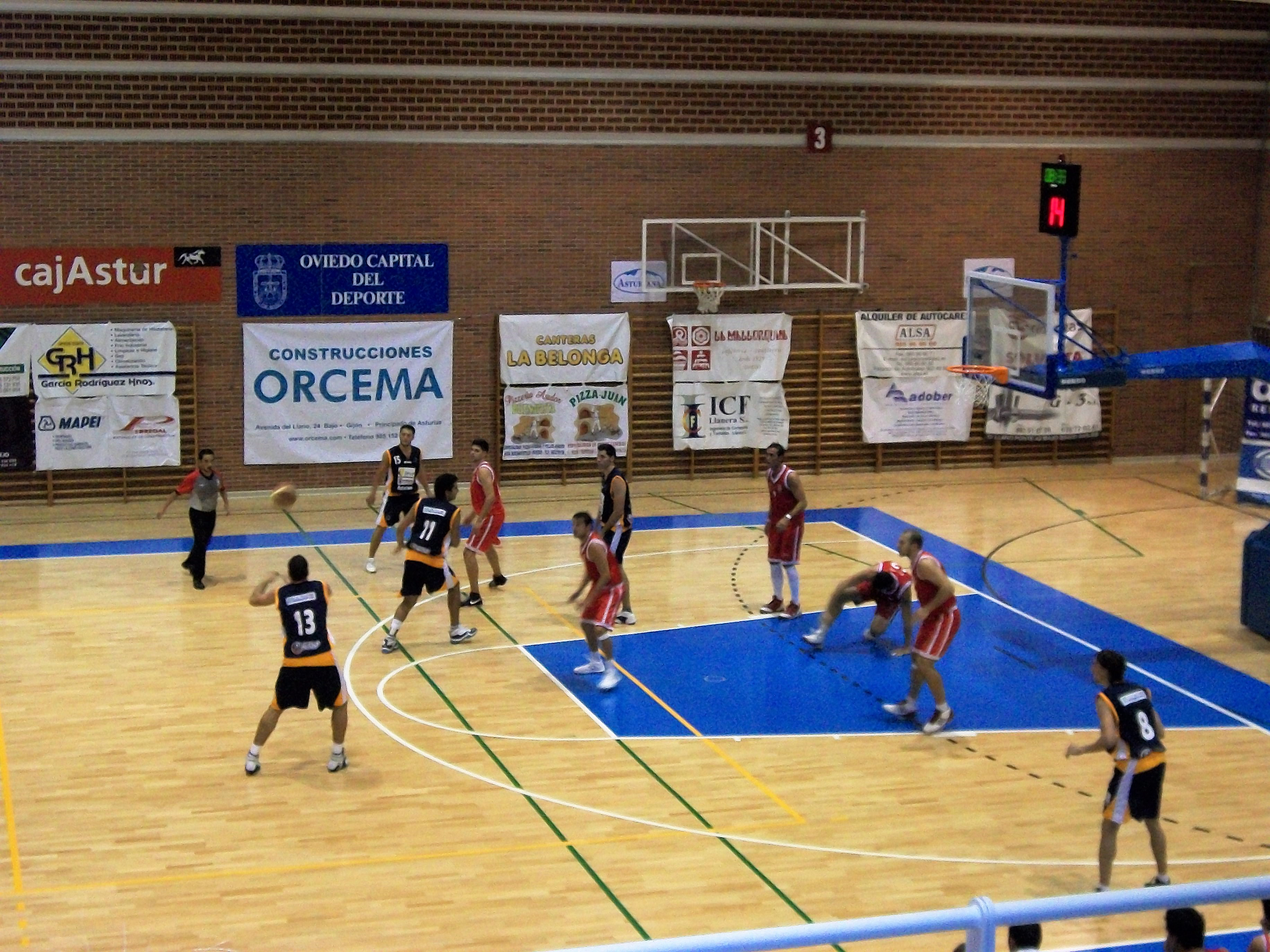
Partido contra el Ferrol CB correspondiente a la Liga EBA 2009/10.

La temporada 2009-10 fue muy exitosa, con sólo dos derrotas en la fase regular del campeonato, logrando, en las eliminatorias de ascenso, el derecho a participar en la liga LEB Plata. La Federación Española de Baloncesto consideró al Feve Oviedo como el mejor equipo de la liga EBA de esta temporada.
En la temporada 2010-11, y manteniendo el bloque que la temporada anterior logró el ascenso, el Oviedo alcanzó los play-offs de ascenso a LEB Oro, siendo eliminado en cuartos de final por el desaparecido Club Baloncesto Promobys Tíjola. Destacó la presencia de Ian O'Leary, quien logró el título de MVP de la liga regular.
En la liga Leb Plata temporada 2012/13, el Oviedo Baloncesto perdió la final de la Copa Adecco Plata contra el Ceba Guadalajara, al que luego ganó en la liga regular. Se clasificó para el ascenso directo a la Leb Oro quedando primero en la liga regular, sin necesidad de jugar los play-offs. El americano del Oviedo Baloncesto Will Hanley logró el MVP de la categoría.
En la Liga LEB Oro 2013-14 el Oviedo Baloncesto comenzó con el objetivo de permanecer en la categoría; sin embargo, tras una campaña espectacular (especialmente cuando jugaban en casa) lograron clasificarse como 6.º para los PlayOff de ascenso, derrotando en la primera fase al Leyma Natura Coruña en 2 partidos y finalmente siendo vencidos por el Quesos Cerrato Palencia por 3-1.
Durante gran parte de la competición, la afición del Oviedo Baloncesto se llevó un gran reconocimiento, gracias a las remontadas conseguidas por el equipo en los últimos minutos de los partidos. Tanto jugadores como equipo técnico destacaron todo el año el apoyo de la afición, y el pabellón Luis Riera Posada se ganó el apodo de "El Fortín de Pumarín" puesto que el equipo ganó todos los partidos en casa de liga regular excepto los dos últimos.
El base titular del Oviedo Baloncesto, Fran Cárdenas fue nombrado mejor base de la categoría LEB Oro.
La temporada 14-15 transcurrió con mucha calma en la mitad de la tabla, afianzándose el equipo en la categoría. Tras ello llegó Carles Marco y con expectativas de crecimiento que se materializaron con la clasificación del equipo para los cuartos de final de ascenso a la Liga Endesa donde fueron eliminados por Peñas Huesca.
En la temporada 16-17 el equipo arma una gran plantilla con jugadores de la talla de Sonseca o Daniel Pérez Otero y gana la Copa Princesa de Asturias tras imponerse a Burgos en Pumarín. Finaliza la temporada en cuarta posición y juega los play offs de ascenso donde cae en semifinales con Quesos Cerrato Palencia tras haber eliminado a Ourense Provincia Termal.
Durante la temporada 17-18, el club asturiano pierde a algunas piezas clave, como Dani Pérez o Miquel Salvó, pero volvió a tener buenos refuerzos, entre ellos a un clásico de la LEB Oro, Óliver Arteaga. En la segunda y última temporada de Carles Marco al frente del primer equipo, los ovetenses vuelven a clasificarse a los play offs de ascenso, en los que caen nuevamente ante el Chocolates Trapa Palencia, esta vez en cuartos de final, tras haber logrado su igualar mejor temporada al terminar cuartos, con 22 victorias.
En el curso 18-19, el Oviedo Baloncesto asciende al anterior entrenador asistente, Javi Rodríguez Pérez, a entrenador principal. Además, el patrocinador principal cambia de Unión Financiera Asturiana a Liberbank, firmando un contrato por varios años. Nuevamente, el equipo asturiano completa una notable temporada tras haber adquirido a jugadores con experiencia internacional, como los finlandeses Roope Ahonen o Matti Nuutinen, el holandés Joey van Zegeren, y los españoles Sergio Llorente o Ignacio Rosa. En su primera temporada, Javi Rodríguez iguala el récord de victorias del club con 22 y finaliza cuarto. Sin embargo, en los play offs, a pesar de contar con el factor cancha, pierden los tres partidos ante el Club Ourense Baloncesto y finaliza su proyecto de ascenso.
La temporada 19-20 es la más dura para el Oviedo Baloncesto desde su ascenso a la LEB Oro. A pesar de seguir con el bloque principal de la temporada anterior, con Arteaga, Víctor Pérez, Nuutinen y Rolandas Jakstas, el equipo nunca coge ritmo y se encuentra todo el año en puestos de descenso. Ante esta situación, el club hace varios fichajes, entre ellos al internacional con la Selección de baloncesto de España, Francis Alonso, pero finalmente termina destituyendo a Javi Rodríguez como entrenador para contratar a Natxo Lezkano. En su primer partido, logran la victoria más convincente del curso por 88-70 ante Club Basquet Coruña, en un partido celebrado el 7 de marzo de 2020. La siguiente semana, debido a la Pandemia de COVID-19, se suspendió la LEB Oro, para posteriormente ser cancelada la temporada sin jugar los últimos encuentros.
Para el curso 20-21, el club asturiano sufrió una importante rebaja en el presupuesto tras la Pandemia de COVID-19. Por ello, realiza una revolución en la construcción de plantilla, incorporando a muchos jugadores jóvenes y extranjeros, como Micah Speight, Marc-Eddy Norelia y Elijah Brown. Bajo el mando de Lezkano, el club realiza una gran temporada, clasificándose a la Fase de Ascenso de la remodelada LEB Oro, y jugando posteriormente un nuevo play off. En esta ocasión, el Oviedo Club Baloncesto cae en dos partidos ante el Leyma Coruña.
En la temporada 21-22, el club cambia de nombre tras la fusión de Liberbank con Unicaja Banco, pasando así a nombrarse Unicaja Oviedo Baloncesto. Consigue renovar a su capitán Oliver Arteaga y a Harald Frey, quien posteriormente se marchó al BG 74 Göttingen. Además consigue otros fichajes de renombre como Sean McDonnell o Mathieu Kamba y vuelve a firmar una buena temporada, llegando a play off para posteriormente caer ante el Zunder Palencia en cuartos de final.
El verano previo a la temporada 22-23 fue difícil, después de que el banco Unicaja rompiera unilateralmente el contrato de patrocinio, y llevó a los ovetenses a una búsqueda desesperada de nuevos patrocinadores. Tras semanas de incertidumbre, los asturianos anunciaron a la cadena de supermercados Alimerka como su nuevo patrocinador. Por otro lado, Natxo Lezkano también dejó Oviedo al firmar por el Morabanc Andorra, y por ello los ovetenses contrataron a Trifón Poch. Tras los malos resultados, el técnico catalán fue despedido y el 13 de febrero anunciaron el regreso de Guillermo Arenas como entrenador principal.

## Pabellón
El equipo juega sus partidos como local en el Polideportivo municipal de Pumarín, denominado Luis Riera Posada en honor al fallecido presidente del club. Fue inaugurado en 1994 y cuenta con una capacidad para unos 1400 espectadores. En 2009 se realizaron reformas en el polideportivo para adaptarlo a la normativa existente para participar en la liga LEB.

## Trayectoria
| Temporada | Categoría   | Nivel | Puesto | Balance | Playoff/Postemporada                            | Copas         | Copas |
| --------- | ----------- | ----- | ------ | ------- | ----------------------------------------------- | ------------- | ----- |
| 2004–05   | Liga EBA    | 4     | 14.º   | 6–24    | Descenso                                        |               |       |
| 2005–06   | 1ª División | 5     | 1.º    | –       | Ascenso                                         |               |       |
| 2006–07   | Liga EBA    | 4     | 1.º    | 20–6    | Octavos de final                                |               |       |
| 2007–08   | Liga EBA    | 5     | 1.º    | 25–5    | Campeón (2–1) Ascenso                           |               |       |
| 2008–09   | LEB Bronce  | 4     | 14.º   | 12–18   |                                                 |               |       |
| 2009–10   | Liga EBA    | 4     | 1.º    | 29–5    | Ascenso                                         |               |       |
| 2010–11   | LEB Plata   | 3     | 8.º    | 13–15   | Cuartos de final                                |               |       |
| 2011–12   | LEB Plata   | 3     | 10.º   | 8–16    |                                                 |               |       |
| 2012–13   | LEB Plata   | 3     | 1.º    | 15–5    | Ascenso directo                                 |               |       |
| 2013–14   | LEB Oro     | 2     | 5.º    | 17–15   | Semifinales                                     |               |       |
| 2014–15   | LEB Oro     | 2     | 11.º   | 11–17   |                                                 |               |       |
| 2015–16   | LEB Oro     | 2     | 4.º    | 18–12   | Cuartos de final                                |               |       |
| 2016–17   | LEB Oro     | 2     | 4.º    | 22–12   | Semifinales                                     | Copa Princesa | C     |
| 2017–18   | LEB Oro     | 2     | 4.º    | 22–12   | Cuartos de final                                |               |       |
| 2018–19   | LEB Oro     | 2     | 4.º    | 22–12   | Cuartos de final                                |               |       |
| 2019–20   | LEB Oro     | 2     | 16.º   | 8–16    | —                                               |               |       |
| 2020–21   | LEB Oro     | 2     | 3.º    | 10–6    | Grupo Clasificación (5.º, 9–9) Cuartos de final |               |       |
| 2021–22   | LEB Oro     | 2     | 6.º    | 19–15   | Cuartos de final                                |               |       |
| 2022–23   | LEB Oro     | 2     | 14.º   | 11–23   |                                                 |               |       |
| 2023–24   | LEB Oro     | 2     | 13.º   | 13–21   |                                                 |               |       |
| 2024–25   | Primera FEB | 2     | 10.º   | 14–20   |                                                 | Copa España   | QF    |

## Cuerpo técnico
El primer entrenador del equipo es Javi Rodríguez Pérez.

## Cantera
Al comienzo de la temporada 2011-12 el club contaba con 20 equipos repartidos en todas las categorías del baloncesto federado en Asturias tanto en categoría masculina como femenina. En ese año tenían 10 grupos de escuelas deportivas repartidos por varios colegios de Oviedo, sumando 80 niños que aspiran a convertirse en el futuro del equipo. Actualmente cuentan con unos 300 jugadores de cantera.

## Palmarés
- Campeón Copa de la Princesa de Asturias de Baloncesto (segunda categoría) : (1) 2016/17
- Campeón LEB Plata (tercera categoría) : (1) 2012/13
- Campeón Liga EBA (cuarta categoría) : (1) 2009/10
- Campeón Copa Principado: (3) 2021, 2022, 2023
- Campeón Torneo "Villa de Gijón": (1) 2021
- Subcampeón Copa LEB Plata (tercera categoría): (1) 2012/13
- Subcampeón Liga EBA (quinta categoría): (1) 2007/08